# Na de lunch
Na de lunch  (Italiaans: Un dopo pranzo), ook bekend als De pergola (Italiaans: Il pergolato), is een schilderij van Silvestro Lega uit 1868. Het is een goed voorbeeld van de werken van de Macchiaioli-beweging, waarvan Lega een leidende figuur was. Sinds 1931 maakt het werk deel uit van de collectie van de Pinacoteca di Brera in Milaan.

## Voorstelling
Het schilderij toont een zomerse middagscène, vermoedelijk na de lunch, op de binnenplaats van het huis van de familie Batelli in Piagentina, bij Florence. Lega was verloofd met Virginia Batelli en verbleef vaak in haar ouderlijk huis. Drie vrouwen en een meisje zoeken verkoeling onder een met wijnranken begroeide pergola. De ontspannen manier waarop de vrouwen met elkaar kletsen, duidt erop dat ze elkaar goed kennen. Van rechts nadert een dienstmeisje met een dienblad met een koffiekan. De vrouw in de gele jurk heeft zich al naar haar omgedraaid. Lega legt een poëtische gevoeligheid in zijn weergave van dit dagelijkse koffieritueel. Op de achtergrond is een landschap met een gebouw, weide en bomen te zien.   
De Macchiaioli-beweging, actief rond 1855, streefde ernaar om te breken met de conventies van de academische schilderkunst. De kunstenaars richtten zich in plaats daarvan op het vastleggen van de effecten van licht en kleur in het dagelijks leven door middel van macchia (vlekken of stippen kleur). Lega's Na de lunch belichaamt deze artistieke stroming door een serene huiselijke scène met levendige lichteffecten weer te geven. De schilder gebruikt een warm kleurenpalet dat het Italiaanse zonlicht weerspiegelt. Dit licht komt van rechts en verlicht de voorgrond, terwijl de vrouwen onder de pergola in de schaduw zitten, wat een sterke visuele dynamiek creëert tussen het licht en de violette schaduwen.   
Door de figuren in de schaduw te plaatsen, laat de schilder de toeschouwer de koelte ervaren die de vrouwen zoeken. Hij plaatste het verdwijnpunt uiterst links en moedigt de kijker zo aan om met zijn blik het achterliggende landschap te verkennen. Ondanks zijn impressionistische kwaliteiten behoudt het schilderij een gebalanceerde compositie, mogelijk een gevolg van Lega's klassieke scholing en bewondering voor de kunst van de renaissance.

## Herkomst
Het schilderij werd in 1931 door de Associazione Amici di Brera geschonken aan de Pinacoteca di Brera.